# Gortonia linsleyi
Gortonia linsleyi is een keversoort uit de familie boktorren (Cerambycidae). De wetenschappelijke naam van de soort is voor het eerst geldig gepubliceerd in 1987 door Hovore.